# Mabel Poulton
Pour les articles homonymes, voir Poulton.
Mabel Poulton (née à Londres, le 29 juillet 1901, morte dans la même ville, le 21 décembre 1994) est une actrice britannique, populaire en Angleterre durant la période des films muets.

## Biographie
Elle a parfois été comparée à l'actrice d'origine canadienne Mary Pickford.

## Filmographie
- 1920 : Nothing Else Matters
- 1921 : The God in the Garden
- 1921 : Mary-Find-the-Gold
- 1921 : The Old Curiosity Shop
- 1924 : Moonbeam Magic

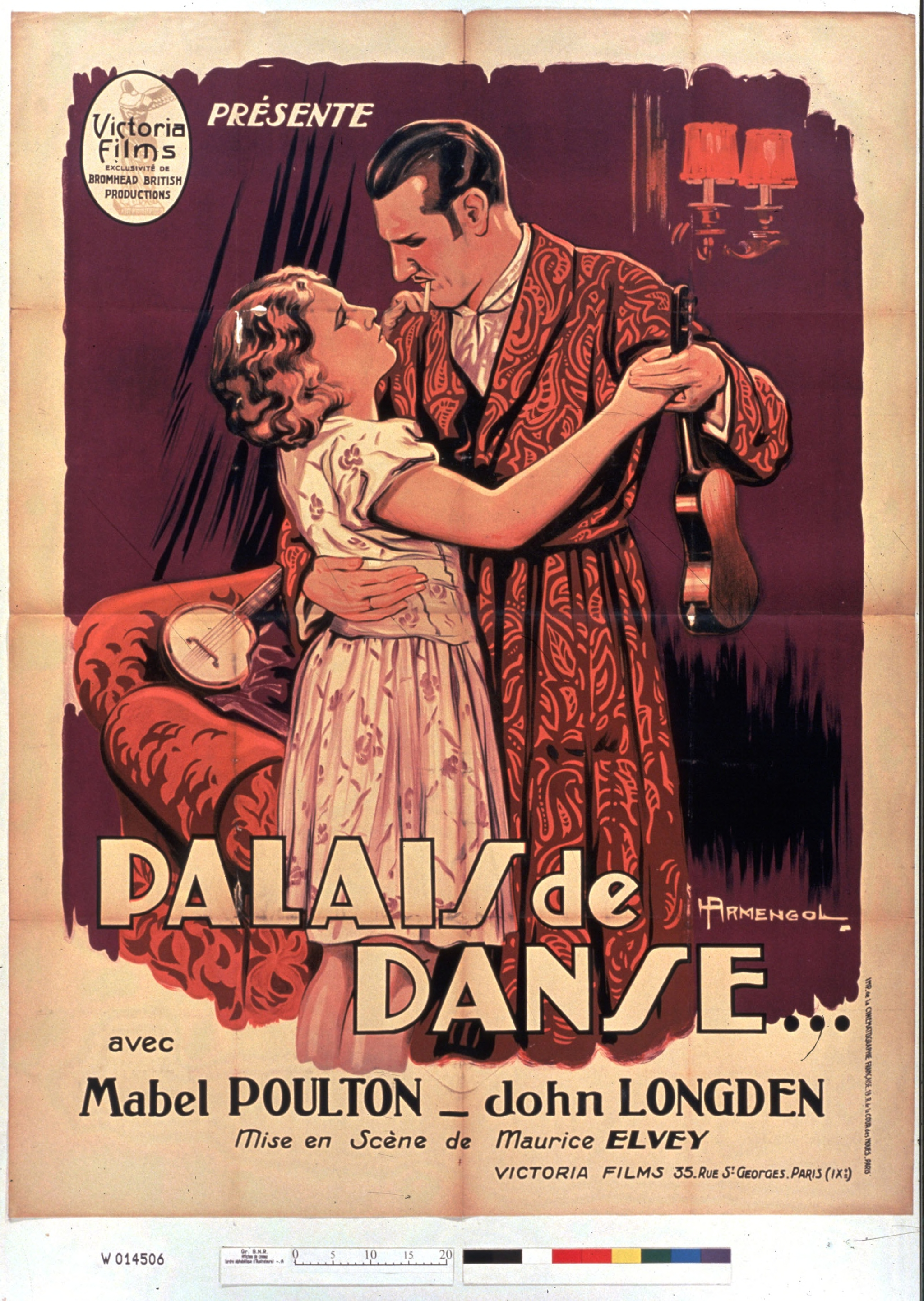
Affiche du Palais de danse.

- 1924 : Âme d'artiste (Heart of an Actress)
- 1926 : The Ball of Fortune
- 1927 : The Glad Eye
- 1928 : Virginia's Husband
- 1928 : The Hellcat
- 1928 : The Constant Nymph
- 1928 : Not Quite a Lady
- 1928 : Palais de danse
- 1928 : Troublesome Wives
- 1928 : A Daughter in Revolt
- 1929 : The Silent House
- 1929 : The Return of the Rat
- 1929 : Taxi for Two
- 1929 : The Alley Cat
- 1930 : Escape
- 1930 : Children of Chance
- 1931 : Number, Please
- 1936 : Crown v. Stevens
- 1936 : Terror on Tiptoe
- 1938 : Bed and Breakfast